# François Houtart (musicien)
Pour les articles homonymes, voir François Houtart (homonymie) et Houtart.
François Houtart (né à Bruxelles en 1956) est un musicien belge, organiste et compositeur.

## Biographie
François Houtart est le fils du baron Édouard Houtart et d'Hélène Delvaux de Fenffe. Il est aussi le neveu du chanoine et sociologue François Houtart.
Initié à l'orgue par Paul Sprimont, il a fréquenté le Conservatoire Royal de Musique de Bruxelles avant de devenir l'élève de Hubert Schoonbroodt au Conservatoire royal de Liège puis de Bruxelles. Il a travaillé avec Jean Guillou, Carlo Hommel, Jean Boyer, André Isoir, Montserrat Torent, Yanka Hékimova. 
Lauréat du Concours d’orgue international de Freyming, il a donné des concerts dans quinze pays européens, au Canada et en Amérique centrale et latine.
De 1992 à 2009, il a dirigé la Schola grégorienne de la Basilique du Sacré-Cœur de Bruxelles. Il a été organiste au couvent des Frères Mineurs Conventuels de Saint-Antoine à Bruxelles pendant 17 ans jusqu'en 2013 et il est professeur d'Écriture musicale et d'Analyse depuis 1991 et d'Histoire de la Musique et Analyse à l'Académie de Musique de Waterloo depuis 2017. 
Il a donné régulièrement pendant 7 ans des stages de formation au chant grégorien à l'abbaye bénédictine de Maredret (Namurois) et est organiste du Prieuré Saint-Pie X d'Anvers depuis 2016.
Il participe activement à la vie musicale bruxelloise notamment en collaboration avec La Renaissance de l'Orgue (1983 - 1993), puis Organum Novum, asbl (1994) dont l'objectif est la protection et la promotion des orgues et de la musique dont l'Été de l'Orgue en l'église des Saints-Jean et Étienne aux Minimes à Bruxelles.
Il s'intéresse également à la facture d'orgues et à leur restauration et a dirigé l'Inventaire des Orgues de la Région Bruxelles-Capitale.

## Discographie
- 1989 : Musique espagnole des XVIIe et XVIIIe siècles pour orgue, Antonio Martín y Coll (Pavane Records ADW 7209).
- 1996 : Organ Works, Abraham van den Kerckhoven (Pavane records ADW7381, 1997).
- 1997: Chrismas at Notre Dame de Laeken, Paul de Maleingreau (PHI, Namur).
- 2004: CD audio : Muffat, Bach, Vierne. Dans : Lucien Noullez, écrivain et Xavier Douley, photographe, Deux orgues pour les Minimes, Alice Éditions, 56 p.  (ISBN 2-87426-025-8).
- 2011: François Houtart à Sobota en Pologne (2011) pour Studio Production à Poznań : Musique belge et française pour orgue des XIXe et XXe siècles (+ chant). Lemmens, Franck, Jongen, Boëllmann, Fauré, Saint-Saëns, Vierne, Paul de Maleingreau.
- 2014 : Musiques belges des XIXe et XXe siècles avec Lemmens, Mailly, Jongen et de Maleingreau  enregistrées à l'orgue Walcker 1930 de Notre-Dame de la Cambre à Bruxelles. (Pavane Records ADW 7549)
- 2022 : "L'École d'orgue", 1862, 2e partie de Jacques-Nicolas Lemmens (1823 - 1881), première version intégrale et "Trois Poèmes bibliques" de Raymond Moulaert (Bruxelles 1875 - 1962). (Double CD édité par Organoroxx ORG 09, production Organum Novum)

## Restaurations ou constructions d'orgue
- Eghezée (Wallonie), orgue Wetzler (II/P), relevage.
- Minimes (Bruxelles), orgues Nœlmans 1680/De Volder/Vermeersch (II/P) - Schumacher (I/P), restauration/rénovation achevée en 2004.
- Synagogue (Bruxelles), orgue Schyven 1878 (II/P), restauration achevée en 2006.
- Blocry (Louvain-la-Neuve), orgue Debaisieux (II/P) construction; manquent quatre jeux sur 14.
- La Cambre (Bruxelles), orgue Walcker, 1930 (III/P), restauration achevée en 2011.
- Couvent Saint-Antoine de Padoue (Bruxelles), orgue François-Bernard Loret, 1874 (II/P), restauration achevée en 2013.
- Monastère Saint-Charbel à Ophain/Bois-Seigneur-Isaac, orgue Coppin/Van Pethegem, Patrimoine majeur de Wallonie (II/P)
- Auderghem (Bruxelles), Église Sainte-Anne, orgue Henri Vermeersch, 1870 (II/P), restauration.